# Središče ob Dravi

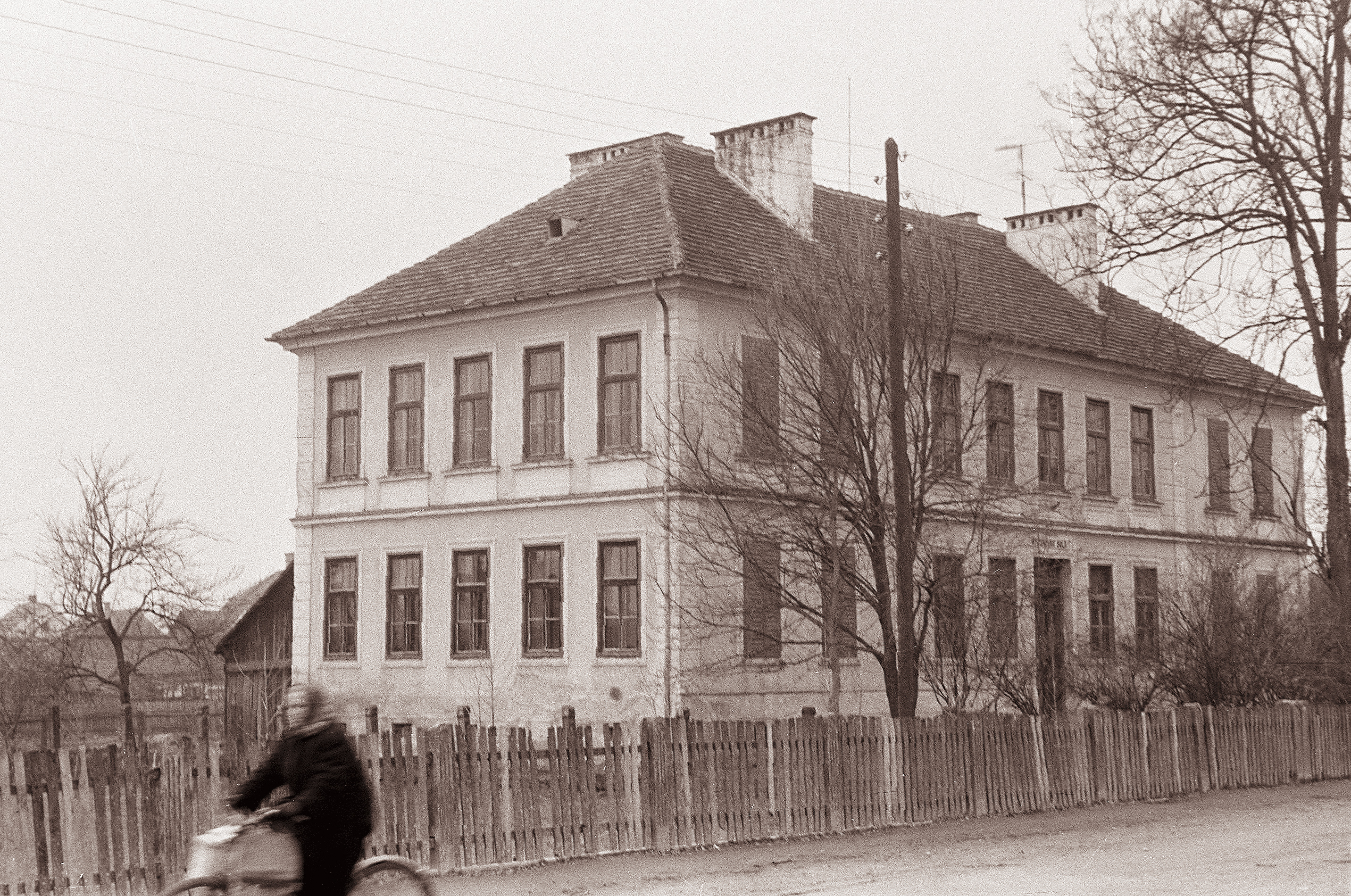
Místní škola v roce 1961

Središče ob Dravi je vesnice ve východním Slovinsku, při hranici s Chorvatskem. Nachází se severně od řeky Drávy, na hlavní silnici spojující města Čakovec (Chorvatsko) a Ormož (Slovinsko). V roce 2002 zde žilo 2 307 obyvatel. Je sídlem stejnojmenné občiny.
Obec je nejprve připomínána pod německým názvem Polstrau v roce 1433 jako tržiště. Na kopci nad ní se nacházel i hrad, který však zničili během četných nájezdů v 16. století Turci. V roce 1771 získaly domy v Središči ob Dravi systém domovních čísel. V 19. století pak ves získala i vlastní železniční trať, která spojuje město s nedalekým Chorvatskem.
Središče ob Dravi je posledním slovinským sídlem před hranicí s Chorvatskem. Z vesnice lze do Chorvatska cestovat pomocí silničního hraničního přechodu.
V roce 2015 se Središče ob Dravi našlo na tzv. balkánské trase, po které směřovalo od poloviny října 2015 až několik tisíc uprchlíků a ekonomických migrantů ze zemí Blízkého východu do západní Evropy. V souvislosti s tím byl přerušen železniční provoz na trati, vedoucí přes Središče ob Dravi a na trati samotné byly postaveny zátarasy.